# 元華
元 華（ユン・ワー、Yuen Wah、1952年9月2日 - ）は、香港のアクション俳優。

## 来歴・人物

### 七小福一の身体能力
母子家庭で育つが、幼い頃にサモ・ハン・キンポー、ジャッキー・チェン、ユン・ピョウ等と同じく、中国戯劇学院に入学。学内で優秀な成績の生徒で構成される七小福のメンバーに選ばれる。その身体能力の高さは七小福一とジャッキー・チェンも認めており、映画界一の回転技吹き替えスタント王と呼ばれている。
2005年5月にはTVBのゴールデンタイムの番組『継續無敵獎門人』内で、『カンフーハッスル』で妻役をつとめたユン・チウ（同じ中国戯劇学院の出身）と難度の高いコンビネーションの側転技を見せ、スタジオの観客らから歓声と賞賛の拍手を受けている。

### ブルース・リーのスタントマン
中国戯劇学院の生徒は皆、遊園地にあった芝居小屋や地元のお祭りでの舞台、ナイトクラブでの演武などが主な仕事であったが、その後時代の趨勢により京劇の需要が減ってゆき、映画界へと進むようになる。当時の香港映画界での彼らの役割は、京劇の稽古で培ってきた身の軽さを生かしたスタントマンであった。その中でもユン・ワーは特に難しいスタントをこなし、一緒に仕事をする事になったブルース・リーに気に入られ、彼ができなかった身軽なスタントができた上に背格好も彼とよく似ていたために、ブルースの映画では本人直々の指名で彼のスタントを務めた。
こうして『ドラゴン怒りの鉄拳』では公園の門の前でブルース・リーにやられる日本人役や、国際的大スターとなっていたブルースがなし得なかったスタントも吹き替えでこなすこととなる。『燃えよドラゴン』中のブルース・リーが空中で翻るアクションは全てユン・ワーが演じている。この作品の中のサマーソルトキックがよくユン・ピョウの吹き替えと間違えられるが、ユンピョウは出演しているものの、それを演じたのはユン・ワーである。このようにユン・ワーの方がブルース・リーのスタントを多く担当している事から、香港をはじめ中華圏では「The exclusive stuntman of Bruce Lee／李小龍的御用替身（ブルース・リーのご指名専門スタントマン）」として一般的にも有名。
そのためブルース・リーが撮影期間中に急逝し未完となっていた『死亡遊戯』では、監督を引き継いだサモ・ハン・キンポーにユン・ピョウと共に起用され、メインでブルース・リーのほとんどの吹き替えスタントをつとめた。
ブルース・リーのお気に入りの10人にラム・チェンインと共に選ばれ、アメリカで彼の手によってプロデュースされるところであったが、ブルースが急死したためかなわぬ事となった。
中国戯劇学院出身者のスタントチーム袁家班、サモ・ハン・キンポーの洪家班、ジャッキー・チェンの成家班と、その時々であちこちに顔を出していたが、自分の「華家班は無いですね」と中国のテレビ番組のインタビューに答えている。

### 俳優として
スタントマン時代を経て、アクション俳優へ。若い頃はショウブラザーズの映画の脇役によく出ており、サモ・ハン・キンポー監督の『霊幻道士』のキョンシーを演じたり、『イースタン・コンドル』での悪役日本人、ジャッキー・チェンの『サイクロンZ』ではオールバックに黒縁メガネの個性的な悪役を怪演し、一躍脚光を浴びた。以後、香港映画界のバイプレイヤーとして映画・ＴＶドラマなどで活躍。さらにユン・ピョウが主演の映画ではラスボス役が多かったが、2000年頃からは映画とテレビドラマ共に師匠役や主役、準主役を務めるようになった。
2005年チャウ・シンチーがカンフー映画へのオマージュを込めた『カンフーハッスル』で豚小屋砦の大家役。本作で香港電影金像奨の助演男優賞を獲得。
10年間ほど善良な役が続いたが、2010年に『霊幻戦士キョンシーズ』でひさびさの悪役。この作品はユン・ワー自身が1985年にキョンシーを演じ、当時共演したチン・シウホウも再び出演している『霊幻道士』を意識したものである。

### 性格
中国戯劇学院は厳しい学校であり、サモ・ハン・キンポーが逃げ出し近くのビルに数日間隠れたことがあったが、その間彼に食事を作り、運んでいたのがユン・ワー。後日それが先生に見つかり彼は鞭で72回打たれるが、サモ・ハン・キンポーにはおとがめが無かったという。
2012年2月 クララ・ウェイ（惠英紅）は16年間も契約していたTVBに冷遇されたユン・ワーを「いい人なのに（気の毒だ）」と言っている。

### 私生活
一男一女の父。夫婦仲が良く、妻と一緒に香港のジャスコで買い物をしているところを撮られたり、撮影の合間を縫ってセントラルで一緒にショッピング中であったり、妻の両親とレストランに出かけるところを撮られたりしている。

## 活動状況
現在も香港はじめ中華圏で映画、テレビドラマ、バラエティ番組やCMに出演するなど精力的に俳優活動を行っているが、彼の出演作品は日本未公開作品である事が多い。
16年間に渡りTVBと契約していたが、あまりのギャラの安さに、2014年11月19日開局の香港電視（HKTV）に移籍した。所属第一作目も撮影したドラマは『惡毒老人同盟』である。

## その他
2007年 オンラインゲームに『カンフーハッスル』のキャラクターで採用された。
2013年7月20日から2018年7月20日までの期間限定で香港文化博物館において『武‧藝‧人生 ─ 李小龍』展が開催されたが、会場にあるモニターや館内のシアターで上映されているブルース・リーにゆかりのある人物らの証言を集めた映像にユン・ワーも登場している。

## 出演作品

### 映画
1962年
- 横掃江南七霸天 ～The 7 Tyrants of Jiangnan～（日本未公開）

1966年
- 兩湖十八鏢(上集) ～The Eighteen Darts (Part 1)～（日本未公開）
- 兩湖十八鏢(下集) ～The Eighteen Darts (Part 2)～（日本未公開）

1972年
- ドラゴン怒りの鉄拳 精武門 ～Fist Of Fury～
- 黑店 ～The Black Tavern（英語版）～（日本未公開）
- アンジェラ・マオの女活殺拳（英語版） 合氣道 ～Hap Ki Do/Hapkido/Lady Kung Fu～

1973年
- 燃えよドラゴン 龍爭虎鬥 ～Enter the Dragon～
- 馬路小英雄（中国語版） ～Back Alley Princess～（日本未公開）
- 除霸 ～Fist to Fist（英語版）～（日本未公開）
- 石破天驚 ～The Awaken Punch（英語版）～（日本未公開）
- 過關斬將 ～Duel of the Dragons～（日本未公開）
- 鐵娃 ～None But the Brave～（日本未公開）
- 搖錢樹 ～The Money-tree～（日本未公開）
- 師兄出馬 ～He Walks Like a Tiger～（日本未公開）
- 黑帶仇 ～The Black Belt～（日本未公開）
- 埋伏 ～Ambush～（日本未公開）

1974年
- ザ・トーナメント（中国語版） 中泰拳壇生死戰 ～The Tournament～
- 唐山猛虎 ～The Chinese Tiger～（日本未公開）
- 暗黒街のドラゴン・電撃ストーナー（中国語版） 鐵金剛大破紫陽觀 ～Stoner/Shrine of the Ultimate Bliss/A Man Called Stoner～
- 小霸王 ～Super Kung Fu Kid/Hong Kong Cat Named Karado/Superior Youngster/Karado, the Hand of Death～（日本未公開）
- 死亡挑戰 ～Bloody Ring～（日本未公開）
- 惡虎村（中国語版） ～Village of Tigers～（日本未公開）
- 國術十段 ～Kung Fu 10th Dan～（日本未公開）

1975年
- 女子跆拳群英會 ～The Dragon Tamers（英語版）～（日本未公開）
- 女金剛鬥狂龍女 ～Cleopatra Jones and the Casino of Gold（英語版）～（日本未公開）
- 忠烈図 忠烈圖 ～The Valiant Ones（英語版）～
- 鐵掌連環拳  ～The Sharp Fists in Kung Fu～（日本未公開）
- 艶窟神探 ～The Association～（日本未公開）

1976年
- マジック・ブレード 天涯明月刀 ～The Magic Blade～
- ジャッキー・チェンの秘龍拳/少林門 少林門 ～The Hand of Death～
- レディ・クンフー 密宗聖拳（中国語版） 密宗聖手 ～The Himalayan～
- 飛龍斬（中国語版） ～The Dragon Missile～（日本未公開）
- 江湖子弟 ～Brotherhood～（日本未公開）
- 五毒天羅 ～The Web of Death～（日本未公開）
- 龍家將 ～The Big Family～（日本未公開）
- 南拳北腿 ～Secret Rivals（英語版）～（日本未公開）
- 乾隆皇奇遇記 ～Emperor Chien Lung～（日本未公開）
- 香港奇案 ～The Criminals～（日本未公開）
- 沙膽英 ～Big Bad Sis～（日本未公開）

1977年
- 武侠怪盗英雄剣・楚留香 ～Clans of Intrigue～
- 必殺!少林寺武芸帳 四大門派（英語版） ～The Shaolin Plot～
- スコーピオン・ガール さそりの復讐（英語版） 破戒 ～Broken Oath～
- 決殺令 ～Judgement of an Assassin～（日本未公開）
- 狐蝠 ～Foxbat～（日本未公開）
- 明月刀雪夜殲仇 ～Pursuit of Vengeance～（日本未公開）
- 天龍八部 ～The Battle Wizard（英語版）～（日本未公開）
- 南拳北腿鬥金狐 ～The Secret Rivals, Part II～（日本未公開）
- 三少爺的劍 ～Death Duel（英語版）～（日本未公開）
- 多情劍客無情劍 ～The Sentimental Swordsman（英語版）～（日本未公開）

1978年
- 笑傲江湖 ～The Proud Youth（英語版）～（日本未公開）
- 続・空とぶギロチン 〜戦慄のダブル・ギロチン〜 清宮大刺殺 別名：殘酷大刺殺  ～Flying Guillotine, Part II/Flying Guillotine II/Palace Carnage～
- アムステルダム・キル（英語版） 荷京喋血 ～The Amsterdam Kill～
- 蝙蝠傳奇 ～Legend of the Bat（英語版）～（日本未公開）
- 蕭十一郎 ～Swordsman And Enchantress～（日本未公開）
- 殺絶（中国語版） ～Soul of the Sword～（日本未公開）
- 師父教落 ～My Kung Fu Master～（日本未公開）
- 倚天屠龍記 ～Heaven Sword and Dragon Sabre（英語版）～（日本未公開）
- 倚天屠龍記大結局（中国語版） ～Heaven Sword and Dragon Sabre, Part II～（日本未公開）
- 秀花大盜 ～Clan of Amazons（英語版）～（日本未公開）

1979年
- 教頭 ～The Kung-Fu Instructor～（日本未公開）
- 風流斷劍小小刀 ～The Deadly Breaking Sword～（日本未公開）
- 圓月彎刀 ～Full Moon Scimitar～（日本未公開）
- 七煞 ～To Kill a Mastermind～（日本未公開）
- 孔雀王朝 ～Murder Plot～（日本未公開）
- 軍閥趣史 ～The Scandalous Warlord～（日本未公開）

1980年
- 情俠追風劍 ～Swift Sword～（日本未公開）
- 英雄無淚 ～Heroes Shed No Tears（英語版）～（日本未公開）
- 萬人斬 ～Killer Constable～（日本未公開）
- 請帖 ～Rendezvous with Death～（日本未公開）
- 無翼蝙蝠 ～Bat Without Wings～（日本未公開）
- 通天小子紅槍客 ～The Kid With A Tattoo～（日本未公開）
- 徐老虎與白寡婦 ～The Tiger and the Widow～（日本未公開）
- 惡爺 ～Coward Bastard～（日本未公開）

1981年
- 魔劍俠情 ～Return of the Sentimental Swordsman（英語版）～（日本未公開）
- 黑蜥蜴（中国語版） ～Black Lizard～（日本未公開）
- 飛屍 ～Revenge of the Corpse～（日本未公開）
- 陸小鳳之決戰前後 ～The Duel of the Century～（日本未公開）
- 書劍恩仇録 ～The Emperor and His Brother～（日本未公開）
- 千門八將 ～Notorious Eight～（日本未公開）

1982年
- 人皮燈籠 ～Human Lanterns～（日本未公開）
- 浣花洗劍 ～The Spirit of the Sword～（日本未公開）
- 楚留香之幽靈山莊 ～Perils of the Sentimental Swordsman～（日本未公開）
- 三十年細説從頭 ～Passing Flickers～（日本未公開）
- 小子有種 ～My Rebellious Son～（日本未公開）
- 獵魔者 ～Mercenaries from Hong Kong～（日本未公開）

1983年
- 日劫 ～Descendant of the Sun～（日本未公開）
- 少林拳王子 少林傳人 ～Shaolin Prince～
- 妖魂 ～The Enchantress～（日本未公開）
- 至尊一劍（老鷹的劍） ～The Supreme Swordsman～（日本未公開）
- 少林羅漢拳（中国語版） 三闖少林 ～Shaolin Intruders～
- 暗渠 ～Men from the Gutter～（日本未公開）

1984年
- 愛奴新傳 ～Lust from Love of a Chinese Courtesan～（日本未公開）
- 洪拳大師 ～Opium and the Kung-Fu Master～（日本未公開）
- 魔殿屠龍 ～The Hidden Power of the Dragon Sabre～（日本未公開）

1985年
- 霊幻道士 殭屍先生 ～Mr. Vampire～
- 香港発活劇エクスプレス 大福星 福星高照 ～My Lucky Star～
- ファースト・ミッション 龍的心 ～Heart of the Dragon～

1986年
- 冒険活劇 上海エクスプレス 富貴列車 ～The Millionaires' Express～
- デブゴンの霊幻刑事 キョンシー・デカ 別名：サモハン・キンポーのおばけだよ!全員集合!! 霹靂大喇叭 ～Where's Officer Tuba?～

1987年
- イースタン・コンドル（英語版） 東方禿鷹 ～Eastern Condors～
- 香港近未来バイオレンス 爆烈戦士 最後一戰 ～The Final Test～
- サイキック・アクション 復讐は夢からはじまる（英語版） 小生夢驚魂 ～Scared Stiff～

1988年
- オン・ザ・ラン 非情の罠（英語版） 亡命鴛鴦 ～On the Run～
- 霊幻道士完結篇 最後の霊戦 殭屍叔叔 ～Mr.Vampire Saga Four～
- 画中仙 ジョイ・ウォンのゴースト・ラブ・ストーリー（中国語版） 畫中仙 ～Pciture of a Nymph～
- サイクロンZ 飛龍猛將 ～Dragons Forever～
- 公子多情（中国語版） ～The Greatest Lover～（日本未公開）
- 鬼猛脚(鬼抓人) ～Spooky, Spooky（英語版）～（日本未公開）
- 夢過界 ～My Dream Is Yours～（日本未公開）

1989年
- タイム・ソルジャーズ 〜愛は時空を越えて〜（英語版） 急凍奇俠 ～The Iceman Cometh～
- ハード・ブラッド（英語版） 黄飛鴻’92之龍行天下 ～The Master～

1990年
- 夜魔先生（中国語版） ～The Nocturnal Demon～（日本未公開）
- スウォーズマン 剣士列伝  笑傲江湖 ～The Swordsman ～
- サンダーボルト 如来神掌（英語版） 摩登如來神掌 ～Kung Fu VS Acrobatic～
- 98分署香港レディ・コップス（英語版） 皇家女將 ～She Shoots Straight～
- 衛斯理之霸王卸甲（中国語版） ～Bury Me High～（日本未公開）
- 紅場飛龍 ～Remastered Version～（日本未公開）

1991年
- 香港魔界大戦 西藏小子 ～Kid From Tibet～
- 雷霆掃穴 ～Red Shield～（日本未公開）
- レジェンド・オブ・ドラゴン（英語版） 龍的傳人 ～Legend of the Dragon～
- 情聖 ～The Magnificent Scoundrels（英語版）～（日本未公開）
- ゴッド・ギャンブラー・リターンズ（英語版） 賭霸 ～The Top Bet

～
1992年
- 偸神家族 ～The Big Deal～（日本未公開）
- ポリス・ストーリー3 警察故事3：超級警察 ～Supercop～
- 漫畫威龍 ～Fist of Fury 1991 II（英語版） 1991 II～（日本未公開）
- 超級女警 ～Super Lady Cop ～（日本未公開）
- 特異功能猩求人 ～Miracle 90 Days～（日本未公開）

1993年
- 黒豹天下/ブラックパンサー 黑豹天下 ～Black Panther Warriors～
- ワンス・アポン・ア・タイム・イン・チャイナ 天地争覇 黄飛鴻之鬼脚七 ～Kickboxer～

1994年
- 笑林小子2：新乌龙院（中国語版）新烏龍院  ～Shaolin Popey II Messy Temple～（日本未公開）

1995年
- 香港ラブ・ストーリー 恋のラブ・アタック作戦（中国語版）  呆佬拜壽 ～Only Fools Fall in Love～
- 緝毒先鋒 ～Drugs Fighters～（日本未公開）
- 香港麻薬捜査官（英語版） 怒海威龍 ～Tough Beauty and the Sloppy Slop ～

1997年
- 暗黒街 若き英雄伝説 馬永貞 ～Hero～

1998年
- 獵豹行動（中国語版） ～Leopard Hunting～（日本未公開）

2000年
- 魔影 ～The Devil Shadow～（日本未公開）
- Bruce Lee in G.O.D 死亡的遊戯 Bruce Lee in G.O.D 死亡的遊戯

2001年
- 最後通牒 ～Ultimatum～（日本未公開）
- キョンシーVSくの一（英語版） 趕屍先生 ～Vampire Controller～

2004年
- カンフーハッスル 功夫 ～Kung Fu Hustle～
- 追撃八月十五 ～Hidden Heroes～（日本未公開）

2005年
- 西遊記リローデッド 情癲大聖 ～A Chinese Tall Story～
- カンフー麻雀（英語版） 雀聖 ～Kung Fu Mahjong～
- 雀聖2自摸天后 ～Kung Fu Mahjong 2（英語版）～（日本未公開）
- 愛上屍新娘（中国語版） ～Dating a Vampire～（日本未公開）
- 姐御〜ANEGO〜（英語版） 阿嫂 ～Mob Sister～
- カンフー少女（英語版） 野蠻秘笈 ～My Kung-Fu Sweetheart～

2006年
- 打雀英雄傳（中国語版） ～Bet To Basic～（日本未公開）
- かちこみ!ドラゴン・タイガー・ゲート 龍虎門 ～Dragon Tiger Gate～
- 新忠烈圖 ～The Valiant Ones New～（日本未公開）
- 鬼眼刑警（中国語版） ～Don't Open Your Eyes～（日本未公開）

2007年
- 雀聖3自摸三百番 ～Kung Fu Mahjong 3 - The Final Duel～（日本未公開）
- ツインズ・ミッション 雙子神偸 ～Twins Mission～
- 僵屍獎門人 ～Vampire Super～（日本未公開）
- 合約情人 ～Contract Lover～（日本未公開）

2008年
- オーストラリア 澳大利亞 ～Australia～

2009年
- 流浪漢世界盃（中国語版） ～Team of Miracle:We Will Rock You～（日本未公開）
- カンフー・キッド 尋找成龍 ～Searching for Jackie Chan～

2010年
- 越光寶盒 ～Just Another Pandora's Box（英語版）～（日本未公開）
- 功夫詠春 ～Kung Fu Wing Chune～（日本未公開）
- 霊幻戦士キョンシーズ 殭屍新戰士 ～Vampire Warriors～
- 笑詠春 ～I Love Wing Chun～（日本未公開）
- マーシャル・シティー 超人大戦（英語版） 全城戒備 ～City Under Siege～

2011年
- 燃えよ、マッハ拳!（英語版） 蔡李佛 ～Choy Lee Fut～

2013年
- 笑功震武林 ～Princess and the Seven Kung Fu Masters（英語版）～（日本未公開）
- 詠春小龍 ～Wing Chun Xiao Long～（日本未公開）

2014年
- 神通佛影 ～Shentong Fo Ying～（日本未公開）

2015年
- 道士下山（英語版） ～Monk Comes Down the Mountain～
- 午夜蝙蝠（日本未公開）

2016年
- おじいちゃんはデブゴン（英語版） 我的特工爺爺 ～The Bodyguard～

2018年
- 低壓槽（日本未公開）～Trough（英語版）～
- 唐人街探偵 NEW YORK MISSION 唐人街探案2
- イップ・マン外伝 マスターZ 葉問外傳：張天志

2020年
- 火雲邪神之修羅面具（日本未公開）
- 民間奇異志（日本未公開）
- 新チャイニーズ・ゴースト・ストーリー：燕赤霞

2021年
- 七人樂隊（英語版）～Septet: The Story of Hong Kong～（回帰） ※オムニバス映画。
- シャン・チー/テン・リングスの伝説 ～Shang-Chi and the Legend of the Ten Rings～
- カンフースタントマン 龍虎武師 龍虎武師 ※ドキュメンタリー映画。

2023年
- 零號追殺（中国語版）～The Comeback～（日本未公開）

### テレビドラマ
1996年
- 殭屍福星（中国語版） ～Night Journey～（日本未公開）※主役

1997年
- 男人四十打功夫（中国語版） ～Drunken Angels～（日本未公開）※主役

1998年
- 新少林五祖(開心出家人) ～The New Legend of Shaolin（英語版）(Happy Monk)～（日本未公開）※主役
- 大澳的天空（中国語版） ～A Place of One's Own～（日本未公開）

1999年
- 人龍傳說（中国語版） ～Dragon Love～（日本未公開）
- 茶是故鄉濃（中国語版） ～Plain Love II～（日本未公開）

2000年
- 撻出愛火花（中国語版） ～Aiming High～（日本未公開）※主演
- 京城教一（中国語版） ～The Kung Fu Master～（日本未公開）
- 大囍之家（中国語版） ～Lost In Love～（日本未公開）

2001年
- 尋秦記 タイムコップB.C.250 尋秦記（中国語版） ～A Step into the Past～
- 封神榜 ～Gods of Honour（英語版）～（日本未公開）
- 勇往直前 ～ On the Track or Off（英語版）～（日本未公開）
- 酒是故郷醇 ～Country Spirit（英語版）～（日本未公開）

2002年
- 烈火雄心II ～Burning Flame II（英語版）～（日本未公開）
- 戇夫成龍 ～Square Pegs（英語版）～（日本未公開）
- 我要Fit一Fit（中国語版）(出頭當自強) ～Slim Chances～（日本未公開）
- チャイニーズ・ゴースト・ストーリー 其の壱～其の四、新チャイニーズ・ゴースト・ストーリー 其の壱～其の四 ～倩女幽魂（中国語版）～

2004年
- 水滸無間道 ～Shades of Truth（英語版）～（日本未公開）

2005年
- リアル・カンフー 佛山詠春伝 佛山贊師父 ～Real Kung Fu（英語版）～
- 秀才遇著兵 ～The Gentle Crackdown（英語版）～（日本未公開）

2006年
- 蓋世孖寶(肝膽崑崙) ～Guts of Man（英語版）～（日本未公開）

2007年
- 鐵咀銀牙 ～Word Twisters' Adventures（英語版）～（日本未公開）
- 天機算 ～A Change of Destiny（英語版）～（日本未公開）
- 縁來自有機 ～The Gentle Crackdown（英語版）～（日本未公開）
- 我外母唔係人 ～Heavenly In-Laws（英語版）～（日本未公開）

2009年
- 空巣 ～The Empty Home～（日本未公開）

2010年
- 獵人筆記之謎（勇士的最後秘密） ～Mystery Hunters Notes～（日本未公開）

2011年
- 隔離七日情 ～7 Days in Life（英語版）～（日本未公開）
- 少林寺伝奇III 大漠英豪 ～A Legend Of Shaolin Kungfu 3～（日本未公開）
- 法證先鋒III ～Forensic Heroes III（英語版）～（日本未公開）
- 下南洋（日本未公開）

2013年
- イップ・マン 葉問 ～Ip Man～
- 功夫 ～Kung Fu～（日本未公開）

2015年
- 惡毒老人同盟（英語版）（日本未公開）

2016年
- 吉祥天宝（中国語版） （日本未公開）
- 新萧十一郎（中国語版） （日本未公開）

2017年
- 木木川(網絡劇) （日本未公開）

2018年
- 北國英雄（中国語版） （日本未公開）

2019年
- 請賜我一雙翅膀 ～Please Give Me a Pair of Wings（英語版）～（日本未公開）

2020年
- 上古密约（中国語版）～Guardians of the Ancient Oath～（日本未公開）
- 长相守（中国語版）～The Twin Flower Legend～（日本未公開）